# Кимонко, Джанси Батович
Джанси́ Ба́тович Кимонко́ (удэг. Ӡуаӈчи Кимоӈко; декабрь 1905 — 17 июня 1949) — первый удэгейский писатель. Зачинатель удэгейской литературы.

## Биография
Джанси Кимонко родился в семье охотника-удэгейца в селении Гвасюги (ныне район имени Лазо Хабаровского края) в декабре 1905 года. Стал первым из удэгейцев, получивших систематическое образование (в 1928 году учился в Хабаровском техникуме народов Севера).
Был участником партизанского движения, одним из активных организаторов первого удэгейского колхоза «Ударный охотник».
В 1932 года — участвовал в качестве проводника в экспедиционном отряде по ликвидации старообрядцев в верховьях рек Сукпай и Бикин. За отличие награждён именным оружием и почётной грамотой.
В 1934 году командирован на учёбу в Ленинградский институт народов Севера.
В 1936 году — написал свой первый рассказ «Бата», который позднее вошел в повесть «Зарево над лесами».
В 1936 году — переведён на центральные курсы советского строительства. После их окончания вернулся в Гвасюги, стал работать председателем сельского совета.
Прошел Великую Отечественную войну, участвовал в боевых действиях против Японии в августе 1945 года. После окончания войны вернулся на пост председателя сельсовета, где работал до 1949 года.
Погиб на охоте у реки Катен, в схватке с раненым медведем. Похоронен в с. Гвасюги, на местном кладбище.
В 1950 году — посмертно опубликована его вторая повесть «Там, где бежит Сукпай» (переведена на русский язык дальневосточной писательницей Юлией Шестаковой), которая в форме семейной хроники повествует о жизни удэгейцев до и после революции.
Также Кимонко является автором ряда стихов на удэгейском языке, некоторые из которых были переведены на русский и изданы отдельными книгами.

## Память
- Стихотворение «Джанси Кимонко» Анны Ходжер[4].